# Hotel Bellagio
Hotel Bellagio er et luksushotel på Las Vegas Strip i Las Vegas i den amerikanske stat Nevada. Det tilhører organisationen Leading Hotels of the World og er et af de største hoteller i verden.
- Wikimedia Commons har flere filer relateret til Hotel Bellagio

36°06′43″N 115°10′31″V / 36.11201°N 115.17534°V